# Dušan Karol
Dušan Karol (* 19. Mai 1983 in Jihlava) ist ein ehemaliger tschechischer Tennisspieler.

## Karriere
Karol spielte hauptsächlich Turniere der unterklassigen ITF Future Tour und ATP Challenger Tour. Während ihm im Einzel lediglich zwei Titel auf der Future Tour gelangen, war er im Doppel mit 29 Titeln deutlich erfolgreicher. In der Saison 2003, die er als erste komplett bestritt, gewann er sieben Titel und stand in der Weltrangliste zum ersten Mal unter den Top 300. Im Einzel gelang ihm im September 2004 mit dem 435. Rang seine beste Platzierung. Einmal gelang ihm der Einzug ins Viertelfinale eines Challengers. Im Doppel zog er 2004 in Prag in sein erstes Finale bei einem Challenger ein, verlor dieses jedoch in drei Sätzen.
In den folgenden Jahren rangierte Karol zwischen den Rängen 400 bis 500 im Doppel und spielte fast ausschließlich Turniere der Future Tour. Erst 2007 gelang ihm ein kleiner Durchbruch, als er acht Turniere ebendort gewinnen konnte und wieder an den Top 300 kratzte. Nachdem er 2008 zunächst erneut in Prag im Finale gescheitert war, gewann er eine Woche später in Rijeka mit seinem Partner Jaroslav Pospíšil ohne Satzverlust seinen ersten Doppeltitel auf der Challenger Tour. Diesen Erfolg konnte er in Oberstaufen und Tarragona wiederholen. In der Weltrangliste kletterte er weiter, er erreichte sein Karrierehoch im April 2009 mit dem 128. Rang. In diesem Jahr sicherte er sich in Freudenstadt an der Seite von Jan Hájek seinen vierten und letzten Titel. Nach diesem Erfolg trat er noch bei drei Turnieren an und beendete nach einer Viertelfinalniederlage im Doppel in Palermo seine aktive Karriere.
Nach seiner Karriere war Karol zwischenzeitlich Trainer der tschechischen Spielerin Markéta Vondroušová.

## Erfolge
| Legende (Anzahl der Siege)  |
| Grand Slam                  |
| ATP World Tour Finals       |
| ATP World Tour Masters 1000 |
| ATP World Tour 500          |
| ATP World Tour 250          |
| ATP Challenger Tour (4)     |

### Doppel

#### Turniersiege
| Nr. | Datum             | Turnier      | Belag | Partner           | Finalgegner                     | Ergebnis          |
| --- | ----------------- | ------------ | ----- | ----------------- | ------------------------------- | ----------------- |
| 1.  | 10. Mai 2008      | Rijeka       | Sand  | Jaroslav Pospíšil | Alex Kuznetsov Dick Norman      | 6:4, 6:4          |
| 2.  | 19. Juli 2008     | Oberstaufen  | Sand  | Jaroslav Pospíšil | André Ghem Boy Westerhof        | 6:72, 6:1, [10:6] |
| 3.  | 4. Oktober 2008   | Tarragona    | Sand  | Daniel Köllerer   | Marc Fornell Mestres Marc López | 6:2, 6:2          |
| 4.  | 6. September 2009 | Freudenstadt | Sand  | Jan Hájek         | Martin Kližan Adil Shamasdin    | 4:6, 6:4, [10:5]  |